# Еспеха-де-Сан-Марселіно
Еспеха-де-Сан-Марселіно (ісп. Espeja de San Marcelino) — муніципалітет в Іспанії, у складі автономної спільноти Кастилія-і-Леон, у провінції Сорія. Населення — 194 особи (2010).
Муніципалітет розташований на відстані близько 160 км на північ від Мадрида, 65 км на захід від Сорії.
На території муніципалітету розташовані такі населені пункти: (дані про населення за 2010 рік)
- Еспеха-де-Сан-Марселіно: 56 осіб
- Гіхоса: 67 осіб
- Ла-Інохоса: 21 особа
- Орільярес: 32 особи
- Кінтанілья-де-Нуньйо-Педро: 18 осіб

## Демографія
Динаміка населення (INE ):